# Orešek
Orešek (lat. nux) je enostavni suhi plod, ki nastane iz večlistne plodnice. Trdo oplodje obdaja večinoma eno samo seme.

## Tipi oreškov
Oreški, ki nastanejo iz enega zraslega plodnega lista - na vrhu ploda ostane ohranjena brazda in vrat pestiča, ki pomagata pri razširjanju plodov
- zlatica (Ranunculus)
- srobot (Clematis) - vrat pestiča je zelo dolg in pokrit z laski
- sretena (Geum) - plod ima kljukico za pritrjanje

Oreški, ki nastanejo iz dveh ali več zraslih plodnih listov:
- breza (Betula), brest (Ulmus), jesen (Fraxinus) - plod je krilat orešek s krilatimi izrastki plodnice, nastale iz dveh zraslih plodnih listov
- gaber (Carpinus betulus) - orešek, nastal iz dveh zraslih plodnih listov, obdaja trokrpi ovoj
- leska (Corylus) - lešnik se razvije iz pestiča, ki je nastal iz treh zraslih plodnih listov
- bukovke (Fagaceae) - plod se razvije iz pestiča, ki je nastal iz dveh zraslih plodnih listov. Zanje - bukev (Fagus sylvatica), hrast, pravi kostanj (Castanea sativa) - je značilno, da jih obdaja skledičast ali bodičast ovoj. Le-tega tvori iz cvetne osi in ovršnih listov.
- ajda (Fagopyrum esculentum) - trioglati plod se razvije iz plodnice, ki je nastala iz treh zraslih plodnih listov

Vrsta oreška je tudi rožka (radičevke in nebinovke) ter golec (trave), kjer je semenska lupina zrasla s suhim osemenjem.

## Galerija
- Orešek (žir); bukev (Fagus sylvatica)
- Orešek  (lešnik) - pri dnu ga obdaja ovoj iz zraslih ovršnih listov; navadna leska (Corylus avellana)
- Orešek obdan z mošnjičkom; vrsta šaša (Carex wahuensis)
- Krilati oreški; veliki jesen (Fraxinus excelsior)
- Plod obdaja bodičast ovoj; pravi kostanj (Castanea sativa)
- Orešek obdaja trokrpi ovoj; gaber (Carpinus betulus)